# 大分市立明治小学校
大分市立明治小学校（おおいたしりつ めいじしょうがっこう）は、大分県大分市大字猪野にある公立小学校。2008年（平成20年）に開校100周年を迎えた。

## 沿革
- 1909年（明治42年） - 猪野小学校と横尾小学校を合併し、明治尋常小学校として開校。
- 1910年（明治43年） - 明治尋常高等小学校と改称。
- 1941年（昭和16年） - 国民学校令により、明治村立明治国民学校と改称。
- 1947年（昭和22年） - 学制改革により、明治村立明治小学校と改称。
- 1954年（昭和29年） - 鶴崎市新設に伴い、鶴崎市立明治小学校と改称。
- 1963年（昭和38年） - 大分市との合併に伴い、大分市立明治小学校と改称。
- 1971年（昭和46年） - 明野西小学校新設により、校区の一部が分離。
- 1983年（昭和58年） - 児童数増加に伴い、本校より明治北小学校が分離開校。
- 2008年（平成20年） - 開校100周年。

## 通学区域
- 横尾の一部、猪野の一部、葛木の一部、森の一部

## アクセス
- 鉄道

最寄鉄道駅はなし。
- バス

大分バス（D30、E60、E61、E62、E63、H91系統）「明治農協前」バス停下車徒歩2分。
大分バス（E65、E66、E67、E70、E72系統）「猪野」バス停下車徒歩6分。

## クラブ活動
- サッカー部
- 野球部（明治少年野球クラブ）

1978年（昭和53年）創立。「明治は1つ」を合言葉に、明治小・明治北小の連合チームとして活動をしている。
- ミニバスケットボール部

## 著名な卒業生
- 水谷絵津子（元アイドル）